# Baccarat (França)
Baccarat é uma comuna francesa na região administrativa do Grande Leste, no departamento de Meurthe-et-Moselle. Estende-se por uma área de 13.53 km², e possui 4.225 habitantes, segundo o censo de 2018, com uma densidade de 310 hab/km².